# Okayama
Okayama (岡山市 Okayama-shi) er en by i Japan. Byen ligger på sydsiden af øen Honshū og har 720.043(2021) indbyggere. Den ligger i præfekturet Okayama. I byen ligger Okayama Slot.